# Lijst van burgemeesters van Horst aan de Maas
Dit is een lijst van burgemeesters van de Nederlandse gemeente Horst aan de Maas in de provincie Limburg. Deze gemeente is op 1 januari 2001 ontstaan door de samenvoeging van de gemeenten Horst, Broekhuizen en Grubbenvorst. Op 1 januari 2010 is Horst aan de Maas onder deze naam samengegaan met de gemeente Sevenum en een deel van de gemeente Meerlo-Wanssum.
| Ambtsperiode | Naam burgemeester     | Partij of stroming | Bijzonderheden |
| ------------ | --------------------- | ------------------ | -------------- |
| 2001 - 2005  | Léon Frissen          | CDA                |                |
| 2005 - 2017  | Kees van Rooij        | CDA                |                |
| 2017 - 2019  | Ina Leppink-Schuitema | VVD                | waarnemend     |
| 2019 - heden | Ryan Palmen           | VVD                |                |